# ФК Приштина
Фудбалски клуб Приштина (алб. Klubi Futbollistik Prishtina), познат као Приштина, професионални је фудбалски клуб из Приштине. Игра у Суперлиги Републике Косово. Најуспешнији је клуб на Косову и Метохији.

## Историја
Клуб је основан 1922. под називом Косово. Касније је име промењено у Пролетер, Јединство, Косово и коначно Приштина.

### Период Југославије
Приштина је по први пут играла у Првој савезној лиги Југославије у сезони 1983/84., након што је у претходној сезони освојила прво место у Другој савезној лиги - група Исток, а у елитном рангу је остала све до сезоне 1987/88.
Клуб се у сезони 1992/93. поново враћа у Прву лигу, сада у Прву лигу СР Југославије, када заузима 18. место и испада у нижи ранг. У прву лигу се поново враћа у сезони 1997/98. (15.), кад је већ почео Рат на Косову и Метохији. Сезона 1998/99. је била прекинута 14. маја 1999. након 24 одиграна кола због НАТО бомбардовања СРЈ, ово је била последња сезона Приштине да игра у фудбалском систему СР Југославије/Србије. Од тада ФК Приштина игра у тзв. Суперлиги Косова.
ФК Приштина је био више пута освајач првенства Косова, у време кад је то такмичење била регионална лига у СФР Југославији/СР Југославији, клуб је тада освојио седам титула (1958/59, 1960/61, 1976/77, 1978/79, 1991/92, 1995/96, 1996/97). Након преузимања Косова под администрацију УН-а, освојили су још три титуле (1999/00, 2000/01, 2003/04). Сезону 2007/08., која се завршила након једностраног проглашења независности Републике Косово је такође освојила Приштина. У сезони 2008/09. су освојили још једну титулу као и у сезони 2011/12. Такође су освојили и Куп Косова 2005. године.

### После 1999.
Након што су Косово и Метохија постали део Управне мисије Уједињених нација, ФК Приштина је напустила систем српске фудбалске лиге и постала део тзв. косовске фудбалске суперлиге, која је постала највиша фудбалска подела на Косову и Метохији. Пошто је клуб са Косова и Метохије са најуспешнијим резултатима у прошлости и најбољом инфраструктуром, ФК Приштина је постао доминантан у првим годинама такмичења и освојио прва два издања, 1999/00 и 2000/01. Након тога, био је шампион 2003/2004 и два пута поново освојио два наслова у низу у периоду 2007/08, 2008/09 и 2011/12, 2012/13.
Од 1999, ФК Приштина је био шест пута шампион на Косову и Метохији до 2011. Између 1945. и 1999. Косовска лига је била регионална лига југословенског система лига, док ФК Приштина није сакупио много титула у тој лиги јер се обично такмичио на вишим националним нивоима.

## Стадион
ФК Приштина своје мечеве као домаћин игра на Стадиону Фадиљ Вокри у Приштини. Са капацитетом од 13.500 места, четврти је стадион по величини у Србији. Реновиран је 2018. године.

## Играчи

### Тренутни тим
Ажурирано 19. јула 2024.
| Бр. |        | Позиција | Играч             |
| --- | ------ | -------- | ----------------- |
| 1   | Србија | Г        | Аљтин Ђокај       |
| 2   | Србија | О        | Анди Велићи       |
| 4   | Србија | О        | Ардијан Лимани    |
| 5   | Србија | С        | Дриљон Исљами     |
| 7   | Србија | С        | Хасан Хисени      |
| 8   | Србија | С        | Куштрим Гаши      |
| 9   | Србија | Н        | Леотрим Кријезију |
| 10  | Србија | Н        | Аљбин Краснићи    |
| 11  | Србија | О        | Ардијан Муја      |
| 12  | Србија | Г        | Ардит Ника        |
| 13  | Србија | О        | Дион Галапени     |
| 14  | Србија | О        | Егзон Синани      |

| Бр. |                    | Позиција | Играч                    |
| --- | ------------------ | -------- | ------------------------ |
| 17  | Србија             | С        | Рилинд Нимани            |
| 19  | Србија             | С        | Иљбер Муртури            |
| 20  | Србија             | О        | Рамиз Битићи             |
| 21  | Србија             | С        | Генц Хамити              |
| 22  | Северна Македонија | О        | Мухамед Усеини           |
| 28  | Србија             | С        | Крешник Ука              |
| 29  | Србија             | Н        | Игбал Јашари             |
| 30  | Србија             | О        | Амар Демоли              |
| 50  | Србија             | Г        | Агрон Кољај              |
| 70  | Обала Слоноваче    | Н        | Јоан Марк Оливје         |
| 77  | Србија             | С        | Мергим Пефћели (капитен) |

## Приштина у Европи
| Сезона  | Такмичење        | Резултат     | Екипа      | Домаћин | Гост | Укупно        |
| ------- | ---------------- | ------------ | ---------- | ------- | ---- | ------------- |
| 1983/84 | Митропа куп      | Група        | Ајзенштадт | 3:3     | 2:4  | 2. место      |
| 1983/84 | Митропа куп      | Група        | Вашаш      | 4:2     | 1:1  | 2. место      |
| 1983/84 | Митропа куп      | Група        | Теплице    | 2:0     | 1:1  | 2. место      |
| 2017/18 | УЕФА лига Европе | 1. коло кв.  | Норћепинг  | 0:1     | 0:5  | 0:6           |
| 2018/19 | УЕФА лига Европе | прелиминарна | Европа     | 5:0     | 1:1  | 6:1           |
| 2018/19 | УЕФА лига Европе | 1. коло кв.  | Фола Еш    | 0:0     | 0:0  | 0:0 (4:5 пен) |
| 2019/20 | УЕФА лига Европе | прелиминарна | Св. Џозеф  | 1:1     | 0:2  | 1:3           |